# Irlandia w Konkursie Piosenki Eurowizji
Irlandia uczestniczy w Konkursie Piosenki Eurowizji od 1965. Od tamtej pory przygotowaniami do udziału w konkursie zajmuje się irlandzki nadawca publiczny Raidió Teilifís Éireann (RTÉ).
Reprezentanci Irlandii siedmiokrotnie zwyciężyli w finale konkursu: w 1970 (Dana z utworem „All Kinds of Everything”), 1980 i 1987 (Johnny Logan z „What’s Another Year?” i „Hold Me Now”), 1992 (Linda Martin z „Why Me?”), 1993 (Niamh Kavanagh z „In Your Eyes”), 1994 (Paul Harrington i Charlie McGettigan z „Rock ’n’ Roll Kids”) i 1996 (Eimear Quinn z „The Voice”).

## Uczestnictwo
Irlandia uczestniczy w Konkursie Piosenki Eurowizji od 1965. Irlandia nie uczestniczyła w konkursie w 1983 z powodu niewystarczających funduszy krajowego nadawcy. Telewizja wróciła do stawki konkursowej po rocznej przerwie. Następnie nie została dopuszczona do udziału w konkursie w 2002 z powodu słabego wyniku rok wcześniej. W 2003 wróciła do stawki konkursowe i od tamtej pory corocznie wysyła reprezentanta na kolejne konkursy.
Poniższa tabela uwzględnia nazwiska irlandzkich reprezentantów, tytuły konkursowych piosenek oraz wyniki krajowych delegatów w poszczególnych latach:
| Rok  | Artysta                                | Piosenka                          | Finał              | Finał              | Półfinał                | Półfinał                |
| Rok  | Artysta                                | Piosenka                          | Miejsce            | Punkty             | Miejsce                 | Punkty                  |
| ---- | -------------------------------------- | --------------------------------- | ------------------ | ------------------ | ----------------------- | ----------------------- |
| 1965 | Butch Moore                            | „Walking the Streets in the Rain” | 6                  | 11                 | Brak rundy półfinałowej | Brak rundy półfinałowej |
| 1966 | Dickie Rock                            | „Come Back to Stay”               | 4                  | 14                 | Brak rundy półfinałowej | Brak rundy półfinałowej |
| 1967 | Sean Dunphy                            | „If I Could Choose”               | 2                  | 22                 | Brak rundy półfinałowej | Brak rundy półfinałowej |
| 1968 | Pat McGeegan                           | „Chance of a Lifetime”            | 4                  | 18                 | Brak rundy półfinałowej | Brak rundy półfinałowej |
| 1969 | Muriel Day                             | „The Wages of Love”               | 7                  | 10                 | Brak rundy półfinałowej | Brak rundy półfinałowej |
| 1970 | Dana                                   | „All Kinds of Everything”         | 1                  | 32                 | Brak rundy półfinałowej | Brak rundy półfinałowej |
| 1971 | Angela Farrell                         | „One Day Love”                    | 11                 | 79                 | Brak rundy półfinałowej | Brak rundy półfinałowej |
| 1972 | Sandie Jones                           | „Ceol an ghrá”                    | 15                 | 72                 | Brak rundy półfinałowej | Brak rundy półfinałowej |
| 1973 | Maxi                                   | „Do I Dream?”                     | 10                 | 80                 | Brak rundy półfinałowej | Brak rundy półfinałowej |
| 1974 | Tina Reynolds                          | „Cross Your Heart”                | 7                  | 11                 | Brak rundy półfinałowej | Brak rundy półfinałowej |
| 1975 | The Swarbriggs                         | „That’s What Friends Are For”     | 9                  | 68                 | Brak rundy półfinałowej | Brak rundy półfinałowej |
| 1976 | Vincent „Red” Hurley                   | „When”                            | 10                 | 54                 | Brak rundy półfinałowej | Brak rundy półfinałowej |
| 1977 | The Swarbriggs plus Two                | „It’s Nice to Be in Love Again”   | 3                  | 119                | Brak rundy półfinałowej | Brak rundy półfinałowej |
| 1978 | Colm C. T. Wilkinson                   | „Born to Sing”                    | 5                  | 86                 | Brak rundy półfinałowej | Brak rundy półfinałowej |
| 1979 | Cathal Dunne                           | „Happy Man”                       | 5                  | 80                 | Brak rundy półfinałowej | Brak rundy półfinałowej |
| 1980 | Johnny Logan                           | „What’s Another Year?”            | 1                  | 143                | Brak rundy półfinałowej | Brak rundy półfinałowej |
| 1981 | Sheeba                                 | „Horoscopes”                      | 5                  | 105                | Brak rundy półfinałowej | Brak rundy półfinałowej |
| 1982 | The Duskeys                            | „Here Today, Gone Tomorrow”       | 11                 | 49                 | Brak rundy półfinałowej | Brak rundy półfinałowej |
| 1983 | Brak reprezentanta                     | Brak reprezentanta                | Brak reprezentanta | Brak reprezentanta | Brak rundy półfinałowej | Brak rundy półfinałowej |
| 1984 | Linda Martin                           | „Terminal 3”                      | 2                  | 137                | Brak rundy półfinałowej | Brak rundy półfinałowej |
| 1985 | Maria Christian                        | „Wait Until the Weekend Comes”    | 6                  | 91                 | Brak rundy półfinałowej | Brak rundy półfinałowej |
| 1986 | Luv Bug                                | „You Can Count on Me”             | 4                  | 96                 | Brak rundy półfinałowej | Brak rundy półfinałowej |
| 1987 | Johnny Logan                           | „Hold Me Now”                     | 1                  | 172                | Brak rundy półfinałowej | Brak rundy półfinałowej |
| 1988 | Jump the Gun                           | „Take Him Home”                   | 8                  | 79                 | Brak rundy półfinałowej | Brak rundy półfinałowej |
| 1989 | Kiev Connolly & The Missing Passengers | „The Real Me”                     | 18                 | 21                 | Brak rundy półfinałowej | Brak rundy półfinałowej |
| 1990 | Liam Reilly                            | „Somewhere in Europe”             | 2                  | 132                | Brak rundy półfinałowej | Brak rundy półfinałowej |
| 1991 | Kim Jackson                            | „Could It Be That I’m In Love?”   | 10                 | 47                 | Brak rundy półfinałowej | Brak rundy półfinałowej |
| 1992 | Linda Martin                           | „Why Me?”                         | 1                  | 155                | Brak rundy półfinałowej | Brak rundy półfinałowej |
| 1993 | Niamh Kavanagh                         | „In Your Eyes”                    | 1                  | 187                | Organizator             | Organizator             |
| 1994 | Paul Harrington i Charlie McGettigan   | „Rock ’n’ Roll Kids”              | 1                  | 226                | Brak rundy półfinałowej | Brak rundy półfinałowej |
| 1995 | Eddie Friel                            | „Dreamin’”                        | 14                 | 44                 | Brak rundy półfinałowej | Brak rundy półfinałowej |
| 1996 | Eimear Quinn                           | „The Voice”                       | 1                  | 162                | 2                       | 198                     |
| 1997 | Marc Roberts                           | „Mysterious Woman”                | 2                  | 157                | Brak rundy półfinałowej | Brak rundy półfinałowej |
| 1998 | Dawn Martin                            | „Is Always Over Now?”             | 9                  | 64                 | Brak rundy półfinałowej | Brak rundy półfinałowej |
| 1999 | The Mullans                            | „When You Need Me”                | 17                 | 18                 | Brak rundy półfinałowej | Brak rundy półfinałowej |
| 2000 | Eamonn Toal                            | „Millennium of Love”              | 6                  | 92                 | Brak rundy półfinałowej | Brak rundy półfinałowej |
| 2001 | Gary O’Shaughnessy                     | „Without Your Love”               | 21                 | 6                  | Brak rundy półfinałowej | Brak rundy półfinałowej |
| 2003 | Mickey Joe Harte                       | „We’ve Got the World Tonight”     | 11                 | 53                 | Brak rundy półfinałowej | Brak rundy półfinałowej |
| 2004 | Chris Doran                            | „If My World Stopped Turning”     | 22                 | 7                  | Top 11                  | Top 11                  |
| 2005 | Donna & Joseph McCaul                  | „Love”                            | –                  | –                  | 14                      | 51                      |
| 2006 | Brian Kennedy                          | „Every Song Is a Cry for Love”    | 10                 | 93                 | 9                       | 79                      |
| 2007 | Dervish                                | „They Can’t Stop the Spring”      | 24                 | 5                  | Top 10                  | Top 10                  |
| 2008 | Dustin the Turkey                      | „Irelande douze pointe”           | –                  | –                  | 15                      | 22                      |
| 2009 | Sinéad Mulvey i Black Daisy            | „Et Cetera”                       | –                  | –                  | 11                      | 52                      |
| 2010 | Niamh Kavanagh                         | „It’s for You”                    | 23                 | 25                 | 9                       | 67                      |
| 2011 | Jedward                                | „Lipstick”                        | 8                  | 119                | 8                       | 68                      |
| 2012 | Jedward                                | „Waterline”                       | 19                 | 46                 | 6                       | 92                      |
| 2013 | Ryan Dolan                             | „Only Love Survives”              | 26                 | 5                  | 8                       | 54                      |
| 2014 | Can-Linn feat. Kasey Smith             | „Heartbeat”                       | –                  | –                  | 12                      | 35                      |
| 2015 | Molly Sterling                         | „Playing with Numbers”            | –                  | –                  | 12                      | 35                      |
| 2016 | Nicky Byrne                            | „Sunlight”                        | –                  | –                  | 15                      | 46                      |
| 2017 | Brendan Murray                         | „Dying to Try”                    | –                  | –                  | 13                      | 86                      |
| 2018 | Ryan O’Shaughnessy                     | „Together”                        | 16                 | 136                | 6                       | 179                     |
| 2019 | Sarah McTernan                         | „22”                              | –                  | –                  | 18                      | 16                      |
| 2020 | Lesley Roy                             | „Story of My Life”                | Konkurs odwołany   | Konkurs odwołany   | Konkurs odwołany        | Konkurs odwołany        |
| 2021 | Lesley Roy                             | „Maps”                            | –                  | –                  | 16                      | 20                      |
| 2022 | Brooke                                 | „That’s Rich”                     | –                  | –                  | 15                      | 47                      |
| 2023 | Wild Youth                             | „We Are One”                      | –                  | –                  | 12                      | 10                      |
| 2024 | Bambie Thug                            | „Doomsday Blue”                   | 6                  | 278                | 3                       | 124                     |
| 2025 | Emmy                                   | „Laika Party”                     | –                  | –                  | 13                      | 28                      |

Legenda:
     1 miejsce

## Historia głosowania w finale (1965–2025)
Poniższe tabele pokazują, którym krajom Irlandia przyznaje w finale najwięcej punktów oraz od których państw irlandzcy reprezentanci otrzymują najwyższe noty.
| Lp. | Kraj            | Punkty |
| --- | --------------- | ------ |
| 1   | Wielka Brytania | 274    |
| 2   | Szwecja         | 244    |
| 3   | Francja         | 194    |
| 4   | Norwegia        | 180    |
| 5   | Niemcy          | 174    |

| Lp. | Kraj            | Punkty |
| --- | --------------- | ------ |
| 1   | Wielka Brytania | 270    |
| 2   | Szwecja         | 231    |
| 3   | Szwajcaria      | 192    |
| 4   | Austria         | 177    |
| 5   | Norwegia        | 174    |

## Konkursy Piosenki Eurowizji zorganizowane w Irlandii
Irlandia była gospodarzem Konkursu Piosenki Eurowizji w 1971, 1981 i 1988, w latach 1993–1995 i w 1997. Wszystkie konkursy zostały zorganizowane w Dublinie, poza konkursem w 1993, który odbył się w Millstreet.
| Rok  | Miasto     | Miejsce           | Prowadzący                    |
| ---- | ---------- | ----------------- | ----------------------------- |
| 1971 | Dublin     | Gaiety Theatre    | Bernadette Ní Ghallchóir      |
| 1981 | Dublin     | RDS Simmonscourt  | Doireann Ní Bhriain           |
| 1988 | Dublin     | RDS Simmonscourt  | Pat Kenny Michelle Rocca      |
| 1993 | Millstreet | Green Glens Arena | Fionnuala Sweeney             |
| 1994 | Dublin     | Point Theatre     | Cynthia Ní Mhurchú Gerry Ryan |
| 1995 | Dublin     | Point Theatre     | Mary Kennedy                  |
| 1997 | Dublin     | Point Theatre     | Carrie Crowley Ronan Keating  |

## Nagrody im. Marcela Bezençona
Nagroda Artystyczna
| Rok  | Artysta | Piosenka   |
| ---- | ------- | ---------- |
| 2011 | Jedward | „Lipstick” |

## Gratulacje: 50 lat Konkursu Piosenki Eurowizji
W październiku 2005 odbył się koncert jubileuszowy Gratulacje: 50 lat Konkursu Piosenki Eurowizji zorganizowany przez Europejską Unię Nadawców (EBU). W trakcie koncertu odbył się plebiscyt na najlepszą piosenkę w historii konkursu; trzecie miejsce zajęła irlandzka propozycja „What’s Another Year?” (zwycięski utwór z 1980), a 12. miejsce – „Hold Me Now” (zwycięski utwór z 1987); obie wykonał Johnny Logan.